# Place de la Patrie (Bruxelles)
Pour les articles homonymes, voir Rue de la Patrie.
La place de la Patrie (en néerlandais : Vaderlandsplein) est une place bruxelloise de la commune de Schaerbeek, située sur l'avenue Rogier. La rue Joseph Coosemans y aboutit également.
Cette place faisait partie de l'avenue Rogier et ne reçut son appellation actuelle que par décision du collège échevinal en 1915, sous l'occupation allemande.

## Adresses notables
- no 2 : Hoetten, pharmacie
- no 4 : Portenart, soins esthétiques
- no 7 : Magnum, coiffure pour elle
- no 26 : Le Zinneke (cuisine bruxelloise, spécialités de moules, BIO et Slow Food)
- no 29 : Partena, mutualité
- no 55 : La Selva, restaurant italien

## Transport en commun
- arrêt Patrie des trams 25, 35 et 62
- arrêt Patrie des bus 64 et 65
- arrêt Patrie du bus Noctis N04 (STIB)